# Campagne-sur-Aude
Campagne-sur-Aude är en kommun i departementet Aude i regionen Occitanien  i södra Frankrike. Kommunen ligger  i kantonen Quillan som ligger i arrondissementet Limoux. År 2022 hade Campagne-sur-Aude 616 invånare.

## Befolkningsutveckling
Antalet invånare i kommunen Campagne-sur-Aude
Referens: INSEE